# ダンガノン
ダンガノン（英語: Dungannon、アイルランド語: Dún Geanainn）は、北アイルランド中部のミッド・アルスター行政区の中心都市。アイルランド語の名称「Dún Geanainn」は「Geanannの砦」という意味である。2011年の人口は1万4332人と、北アイルランドでは中規模の町である。古くはオニール王朝の「首都」でもあった。

## スポーツ
- ダンガノン・スウィフツFC - ダンガノンを本拠地とするサッカークラブ

## 出身人物
- シスター・ニヴェーディター - 社会事業家
- ダレン・クラーク - プロゴルファー
- ナイアル・マッギン - プロサッカー選手
- ピーター・ネルソン - ラグビー選手